# Tweede Kamerverkiezingen 1918

Een man verft de letters 'Stemt lyst 5' (SDAP) op een houten schutting. Amsterdam, 1918.

De Tweede Kamerverkiezingen 1918 waren Nederlandse verkiezingen voor de Tweede Kamer der Staten-Generaal. Zij vonden plaats op 3 juli 1918.
De verkiezingen werden gehouden als gevolg van de ontbinding van de Tweede Kamer. In 1917 waren er verkiezingen geweest voor beide Kamers van de Staten-Generaal nadat een wetsvoorstel voor wijziging van de Grondwet in eerste lezing was aangenomen. Bij die wijziging was ook de regeling van het kiesrecht betrokken, waarbij het meerderheidsstelsel met enkelvoudige kiesdistricten werd vervangen door een stelsel van evenredige vertegenwoordiging met één nationaal kiesdistrict. Het kiesrecht werd toegekend aan alle mannelijke personen boven de 23 jaar; tevens werd aan vrouwen het passief kiesrecht toegekend. Nadat de grondwetswijziging in 1918 in tweede lezing in de Tweede Kamer en de Eerste Kamer was aangenomen, werd de Tweede Kamer wederom ontbonden om verkiezingen volgens de nieuwe regeling mogelijk te maken.

## Uitslag

### Opkomst
|                  | 1917      | 1917      | 1918      | 1918  |
| # stemmen        | %         | # stemmen | %         |       |
| ---------------- | --------- | --------- | --------- | ----- |
| Kiesgerechtigden | 1.078.205 |           | 1.517.380 |       |
| Niet opgekomen   | 847.895   | 79,64     | 175.636   | 11,57 |
| Opkomst          | 230.310   | 21,36     | 1.341.744 | 88,43 |

### Verkiezingsuitslag
| Partij | Partij                                  | 1917   | 1918      | 1918  | 1918   | +/- | +/- |
| Partij | Partij                                  | zetels | # stemmen | %     | zetels | +/- | +/- |
| ------ | --------------------------------------- | ------ | --------- | ----- | ------ | --- | --- |
|        | AB                                      | 25     | 402.962   | 30,03 | 30     | +5  |     |
|        | SDAP                                    | 15     | 294.495   | 21,95 | 22     | +7  |     |
|        | ARP                                     | 11     | 180.187   | 13,43 | 13     | +2  |     |
|        | CHU                                     | 10     | 88.039    | 6,56  | 7      | -3  |     |
|        | LU                                      | 21     | 83.084    | 6,19  | 6      | -15 |     |
|        | VDB                                     | 8      | 70.674    | 5,27  | 5      | -3  |     |
|        | BVL                                     | 10     | 50.999    | 3,80  | 4      | -6  |     |
|        | EB                                      | -      | 41.691    | 3,11  | 3      | +3  |     |
|        | SDP                                     | -      | 31.010    | 2,31  | 2      | +2  |     |
|        | Middenstandspartij                      | -      | 12.674    | 0,94  | 1      | +1  |     |
|        | CDP                                     | -      | 10.653    | 0,79  | 1      | +1  |     |
|        | Plattelandersbond                       | -      | 9.089     | 0,67  | 1      | +1  |     |
|        | SP                                      | -      | 8.951     | 0,67  | 1      | +1  |     |
|        | BCS                                     | -      | 8.415     | 0,63  | 1      | +1  |     |
|        | CSP                                     | -      | 8.153     | 0,61  | 1      | +1  |     |
|        | Neutrale Partij                         | -      | 7.153     | 0,53  | 1      | +1  |     |
|        | VDW                                     | -      | 6.828     | 0,51  | 1      | +1  |     |
|        | Algemeene Staatspartij                  | -      | 6.711     | 0,50  | 0      | -   |     |
|        | Politie Partij                          | -      | 6.160     | 0,46  | 0      | -   |     |
|        | SGP                                     | -      | 5.180     | 0,39  | 0      | -   |     |
|        | Algemeen Vrijzinnige Partij             | -      | 2.691     | 0,20  | 0      | -   |     |
|        | Groep Van der Zwaag                     | -      | 2.649     | 0,20  | 0      | -   |     |
|        | Groep Alberda                           | -      | 735       | 0,05  | 0      | -   |     |
|        | Groep Kuiper                            | -      | 568       | 0,04  | 0      | -   |     |
|        | Amsterdamse Politie- en Brandweerpartij | -      | 417       | 0,03  | 0      | -   |     |
|        | Nationale Bond van Protestantse Kiezers | -      | 378       | 0,03  | 0      | -   |     |
|        | Unionisten-Liga (Volkswelvaartspartij)  | -      | 301       | 0,02  | 0      | -   |     |
|        | Neutrale en Koloniale Bond              | -      | 237       | 0,02  | 0      | -   |     |
|        | Volkspartij                             | -      | 236       | 0,02  | 0      | -   |     |
|        | Groep Stoffel                           | -      | 235       | 0,02  | 0      | -   |     |
|        | Groep Braam                             | -      | 189       | 0,01  | 0      | -   |     |
| totaal | totaal                                  | 100    | 1.341.744 | 100   | 100    | 0   |     |

De verkiezingen leidden tot grote verschuivingen. De confessionele ('rechtse') partijen, RKSP, ARP en CHU, kwamen van 46 op 50 zetels. Samen met twee christelijke splinterpartijen (de Christen-Democratische Partij en Christelijk-Sociale Partij) kregen ze een meerderheid van 52.
De liberalen verloren zwaar. Hadden de twee liberale partijen, Liberale Unie en de Bond van Vrije Liberalen, in 1917 nog 31 zetels, nu kwamen ze op tien. Samen met drie kleinere liberale partijen, die eveneens zetels hadden gehaald, bedroeg hun zeteltal toch slechts 15 zetels. De links-liberale Vrijzinnig-Democratische Bond verloor drie zetels en kwam uit op vijf.
Ter linkerzijde won de SDAP zeven zetels (van 15 naar 22 zetels). Die winst was echter veel kleiner dan waarop was gehoopt. Bovendien kreeg de SDAP ter linkerzijde concurrentie van communisten, christen-socialisten en anarchisten (samen vier zetels). De SDAP kreeg (voorlopig) als enige een vrouwelijk Kamerlid, Suze Groeneweg.
Twee belangenpartijen, een partij voor onderofficieren (het Verbond tot Democratisering der Weermacht) en de Plattelandersbond, brachten het totaal op 100.
Dat de Kamer zo versplinterd was, kwam mede door de nieuwe kiesregeling die een lage kiesdrempel (50% van de kiesdeler) kende bij de verdeling van restzetels. De kleinste partij, het Verbond Democratisering der Weermacht, wist met 6.830 stemmen een zetel te halen, terwijl de kiesdeler ruim 13.000 was.
Ook het stelsel van voorkeurstemmen had onbedoelde effecten. De volgorde van de lijst werd sterk bepaald door het aantal stemmen dat een kandidaat had gekregen, zonder dat daarbij een drempel gold. Lager geplaatsten hadden daardoor veel kans om een zetel te behalen. Liefst zeven kandidaten werden zodoende met voorkeurstemmen gekozen.

### Gekozen leden
*1848 · *1850 · **1852 · *1853 · **1854 · **1856 · **1858 · **1860 · **1862 · **1864 · **1866 (I) · *1866 (II) · *1868 · **1869 · **1871 · **1873 · **1875 · **1877 · **1879 · **1881 · **1883 · *1884 · *1886 · *1887 · *1888 · 1891 · *1894 · 1897 · 1901 · 1905 · 1909 · 1913 · *1917 · *1918 · 1922 · 1925 · 1929 · *1933 · 1937 · *1946 · *1948 · 1952 · 1956 · *1959 · 1963 · *1967 · 1971 · *1972 · 1977 · 1981 · *1982 · 1986 · *1989 · 1994 · 1998 · 2002 · *2003 · *2006 · *2010 · *2012 · 2017 · 2021 · *2023
* Algemene verkiezingen in verband met (vervroegde) ontbinding van de Tweede Kamer
** Periodieke verkiezingen in verband met het einde van de zittingstermijn van de helft van de Tweede Kamerleden